# Christine Adams (Leichtathletin)
Christine Adams (* 28. Februar 1974 in Georgsmarienhütte) ist eine ehemalige deutsche Stabhochspringerin.
Bei den Leichtathletik-Halleneuropameisterschaften gewann sie 1996 in Stockholm sowie 2000 in Gent Silber und wurde 2002 in Wien Fünfte.
Bei den Deutschen Leichtathletik-Meisterschaften 1995 und 1996 wurde sie Deutsche Meisterin, 1994 Vizemeisterin. Bei den Deutschen Leichtathletik-Hallenmeisterschaften 1996 wurde sie Deutsche Meisterin und 1993, 1995, 2000 sowie 2002 Vizemeisterin.
Christine Adams startete bis 1996 für den SuS 09 Dinslaken und danach für den TSV Bayer 04 Leverkusen, für den sie heute als Trainerin tätig ist.

## Persönliche Bestleistungen
- Stabhochsprung: 4,40 m, 1. Juni 2002, Cottbus
  - Halle: 4,66 m, 10. März 2002, Sindelfingen (ehemaliger deutscher Rekord)